# Bottanuco
Bottanuco [botːaˈnuko] (Botanüch [botaˈnyk] in dialetto bergamasco) è un comune italiano di 5 071 abitanti della provincia di Bergamo in Lombardia.
Situato nell'isola bergamasca, sulla riva sinistra del fiume Adda, dista circa 22 chilometri a ovest dal capoluogo orobico.

## Storia
Si sa per certo che i primi insediamenti stabili si verificarono in epoca Celtica e romana, quando i conquistatori vi istituirono un vicus inserito nella circoscrizione territoriale denominata Pagus Fortunensis.
In quel periodo storico l'intera provincia di Bergamo fu interessata da flussi commerciali e militari.
Con il termine dell'impero romano Bottanuco fu soggetto alle incursioni barbariche dei popoli Germanici.
Nel VI secolo la situazione politica si stabilizzò grazie all'arrivo dei Longobardi, la cui presenza è testimoniata da alcuni ritrovamenti, tra i quali spiccano un paio di incisioni su pietra recanti il nome di Senoald, probabilmente un antico abitante produttore di laterizi (con tanto di monopolio regio) a cui applicava il proprio nome.
Successivamente sul territorio irruppero i Franchi, i quali istituirono il Sacro Romano Impero e diedero vita al feudalesimo. Ed è a questo periodo che risalgono i primi documenti scritti che attestano l'esistenza del paese: nell'879 si menziona la località di Masatica (oggi inglobata nel comune), nel 980 il nome di Bottanuco e soltanto nel 1180 la frazione Cerro.
I terreni vennero inizialmente dati in gestione al vescovo di Bergamo e posti sotto la tutela della Pieve di Terno, ma con il tempo andò acquisendo sempre maggior potere la ghibellina famiglia Suardi.
Ebbe inizio un periodo di profonda instabilità, causata dalle numerose battaglie tra guelfi e ghibellini prima, e tra gli eserciti dei milanesi e veneziani poi, volte ad ottenere il predominio su questa zona da sempre situata ai margini territoriali delle varie entità politiche. Sorsero quindi numerose fortificazioni, torri e mura, tra cui un castello (di cui oggi non restano tracce) che i Suardi donarono in seguito alla famiglia milanese dei Visconti.
La situazione politica si stabilizzò nel 1428 con l'annessione di Bottanuco alla Repubblica di Venezia, che infeudò parte dei terreni del paese alla famiglia del condottiero Bartolomeo Colleoni. La Serenissima inoltre cercò di migliorare la condizione sociale ed economica della popolazione, fino ad allora messa a dura prova dalle lotte, da carestie e dalle pestilenze, tanto che l'isola venne definita "il triangolo della fame".
In tal senso molto chiara è la descrizione in un documento del tempo:
Ai veneziani subentrò nel 1797 la Repubblica Cisalpina, subito sostituita nel 1815 però dagli austriaci, che la inserirono nel Regno Lombardo-Veneto. In quegli anni nacque e visse a Bottanuco Giovanni Maria Finazzi, noto storico ed archeologo.
Con l'unità d'Italia, avvenuta nel 1859, avvenne un primo ma deciso processo di industrializzazione, che permise un notevole miglioramento delle condizioni di vita degli abitanti.
Bottanuco salì alla ribalta della cronaca nera di metà '800 per il caso di Vincenzo Verzeni "lo strangolatore di donne", primo serial killer dell'Italia unita, che uccise e barbaramente mutilò due donne, la prima a Bottanuco, la seconda a Pavia. Il caso è famoso per essere stato uno dei primi ad essere studiati da Cesare Lombroso.

### Simboli
Lo stemma e il gonfalone sono stati concessi con decreto del presidente della Repubblica del 14 agosto 1967.
La spada allude al triste avvenimento del 1398, quando il paese fu raso al suolo dai guelfi perché vi si erano rifugiati dei ghibellini. I tre cuori rovesciati sono simbolo della famiglia di Bartolomeo Colleoni che ebbe in feudo il territorio. La penna d'oca è un omaggio allo storico Giovanni Maria Finazzi che nacque a Bottanuco nel 1802. Il capo diviso d'azzurro e di nero simboleggia la lotta tra guelfi e ghibellini.
Il gonfalone è un drappo partito di rosso e di giallo.

## Monumenti e luoghi d'interesse
Notevole interesse riveste la chiesa parrocchiale di San Vittore di Bottanuco, consacrata nel 1696 e soggetta a rifacimenti nei secoli successivi. All'interno presenta ornamenti in stile barocco, e dipinti di Federico Ferrario, di Francesco Capella e di Enea Salmeggia. Contiene anche un organo dei fratelli Serassi costruito nel 1854 op.617 e modificato all'inizio del Novecento da Marzoli & Rossi di Varese (1920 circa). Possiede due tastiere di 58 tasti e 2141 canne.
Degna di nota è anche la chiesa parrocchiale della Visitazione di Maria della frazione Cerro. Risalente al XV secolo, custodisce un bell'altare maggiore, un organo edificato nel 1776 da Angelo Bossi e dipinti di Pietro Ronzelli e di Troilo Lupi.
Sempre in ambito religioso meritano menzione la chiesa di San Giorgio, edificata nel 1550, e anche la chiesa di Benbrusat, di cui si hanno notizie già nel 1630, a seguito delle epidemie di peste di manzoniana memoria.
Importante in ambito storico è anche il palazzo conti Morlacchi, antica villa signorile.
Molti elementi storici di Bottanuco sono andati distrutti nel tempo, come la chiesa di San Michele, già in rovina nel 1500, il Castello dei Suardi, abbattuto a Cerro alcuni decenni fa. Altri sono andati persi in tempi più recenti, tra questi, lo stemma del Colleoni affrescato nel 1700 sopra un portone in via Finazzi, distrutto nel febbraio 2006 e la Cascina seicentesca di via San Giorgio, demolita il 4 maggio 2006. Un'auto ha invece sventrato l'ottocentesca Cappella della Madonna del S.S. Rosario il 5 aprile 2006. La cappella, ritenuta pericolante, è stata abbattuta definitivamente e in seguito ricostruita (la nuova cappella della Madonna del SS. Rosario è stata inaugurata il 13 luglio 2010).

## Società

### Evoluzione demografica
Abitanti censiti

### Istituzioni, enti e associazioni

#### I SIFOI di Bottanuco
Bottanuco è nota per la presenza del Gruppo Folkloristico Musicale "I SIFOI di Bottanuco", la cui fondazione risale al 1867. Nel 2022 I SIFOI hanno celebrato il loro 155º anniversario di fondazione.
Con delibera di Consiglio Comunale n. 44 del 25 ottobre 2017 (anno del 150º anniversario di fondazione del gruppo, il brano musicale Marcetta bottanuchese, composto nel 1927 dal M° Luigi Madona, è stato adottato quale inno ufficiale del Comune di Bottanuco.

## Cultura

### Cinema
Nel 1972 in piazza San Vittore vennero girate alcune sequenze del film di Luciano Salce Il sindacalista.

## Amministrazione
| Periodo        | Periodo        | Primo cittadino       | Partito                                    | Carica  | Note |
| -------------- | -------------- | --------------------- | ------------------------------------------ | ------- | ---- |
| 24 aprile 1995 | 13 giugno 1999 | Gian Franco Locatelli |                                            | Sindaco |      |
| 14 giugno 1999 | 12 giugno 2004 | Gian Franco Locatelli |                                            | Sindaco |      |
| 13 giugno 2004 | 6 giugno 2009  | Angelo Locatelli      |                                            | Sindaco |      |
| 8 giugno 2009  | 15 maggio 2011 | Angelo Locatelli      | lista civica Insieme per Bottanuco e Cerro | Sindaco |      |
| 16 maggio 2011 | 5 giugno 2016  | Sergio Mariani        | lista civica Insieme per Bottanuco e Cerro | Sindaco |      |
| 6 giugno 2016  | 4 ottobre 2021 | Rossano Pirola        | lista civica Comune aperto                 | Sindaco |      |
| 4 ottobre 2021 | in carica      | Rossano Pirola        | lista civica Comune aperto                 | Sindaco |      |

## Sport

### Polisportiva Bottanuco
L'A.S.D. Polisportiva Bottanuco è nata nel 1980.

### Calcio
Il calcio è tradizionalmente considerato il principale sport praticato a Bottanuco. L'A.S.D. Sporting Adda Bottanuco ha militato nel girone C lombardo di Promozione.

### Basket
La prima squadra di basket ha ricevuto la promozione alla Serie D Lombarda nella stagione 2014-2015. La squadra del Bottanuco Basket milita nel campionato C Silver 2017-2018.